# 拉丁区

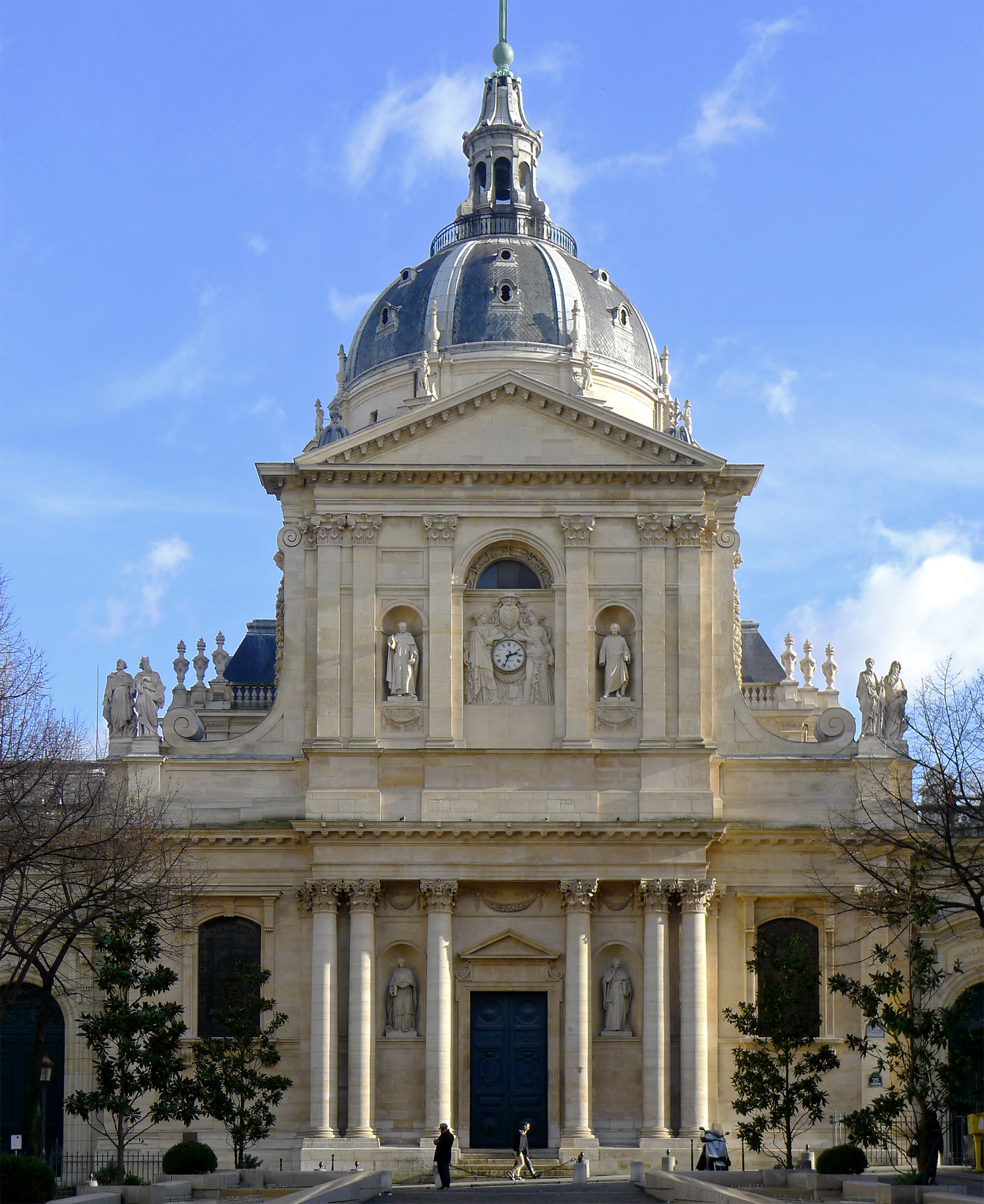
索邦大学

拉丁区（法語：Quartier latin），处于巴黎五区和六区之间，从聖日耳曼德佩區到卢森堡公园，是巴黎著名的学府区。「拉丁区」这个名字来源于中世纪这里以拉丁语作为教学语言。
拉丁区处在巴黎几个区的交界处，不能算巴黎真正的一个街区。他的中心位于索邦大学（5区）。
这是一片学生与教师频繁往来的地区，因为周围除了索邦大学，巴黎第一大学，巴黎第二大学，法兰西学院 (大学)和圣吉纳维芙图书馆，还遍布着法国最高级别的院校：亨利四世中学、路易大帝高中、圣路易高中、巴黎矿业学院、法国国家高等美术学院、巴黎高等师范学院、巴黎理工学院旧址、巴黎高等电子学学院等。 
六十年代，尤其是1968年的五月风暴，使得拉丁区也成为著名的学生抵抗运动和抗议游行敏感区。

## 历史建筑
- 法兰西学院 (大学)
- 先贤祠
- 索邦大学
- 罗马浴场
- 卢森堡宫（法国参议院所在地）
- 卢森堡公园
- 卢森堡博物馆
- Théâtre de l'Odéon
- arènes de Lutèce
- couvent des Cordeliers
- palais de la Monnaie
- 法国国家高等美术学院
- 法兰西学会
- 圣斯德望堂 (巴黎)
- église Saint-Germain-des-Prés
- 圣叙尔比斯教堂
- 圣塞味利教堂
- 索邦教堂

## 圖集

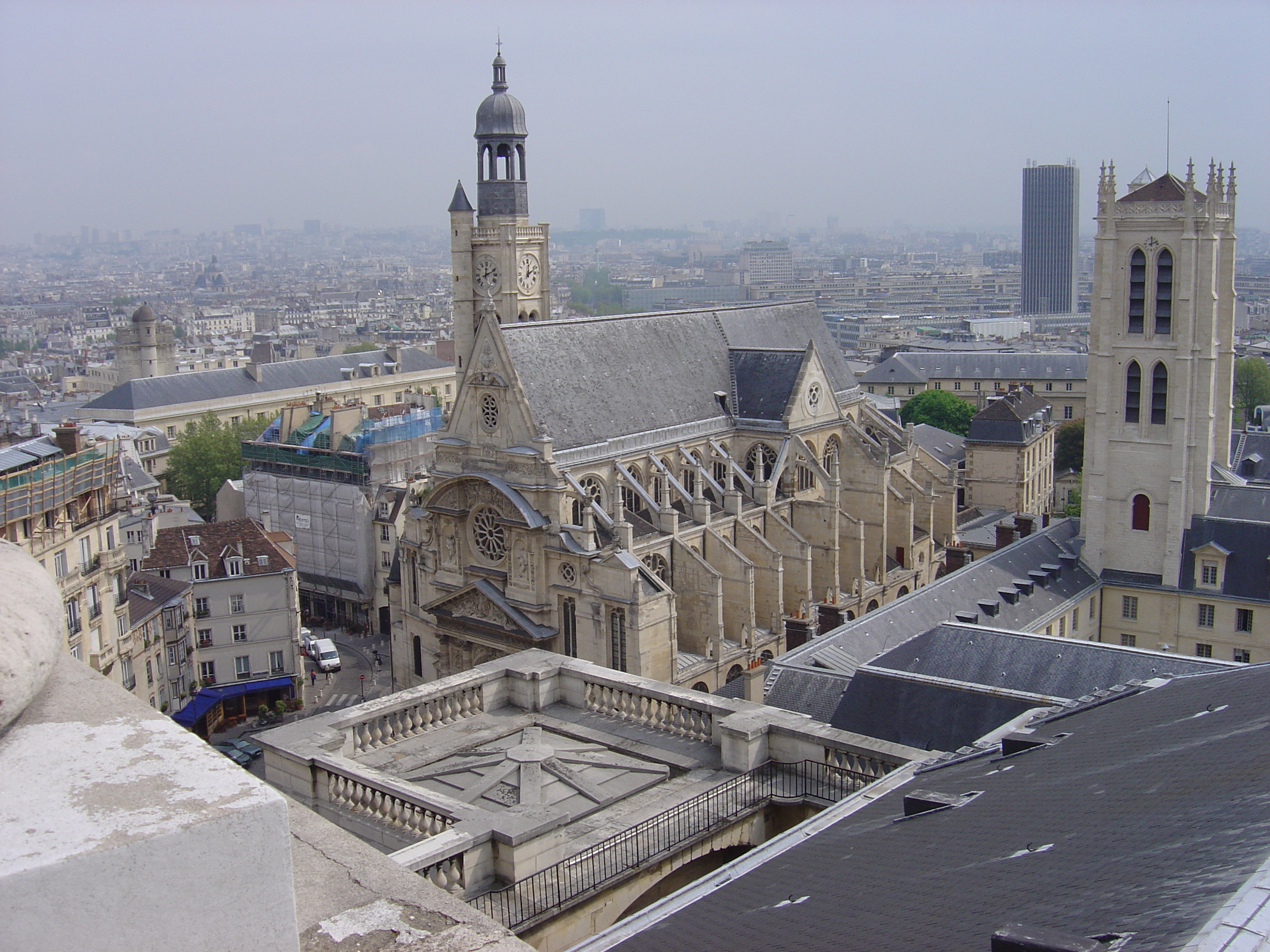
從先賢祠遠眺
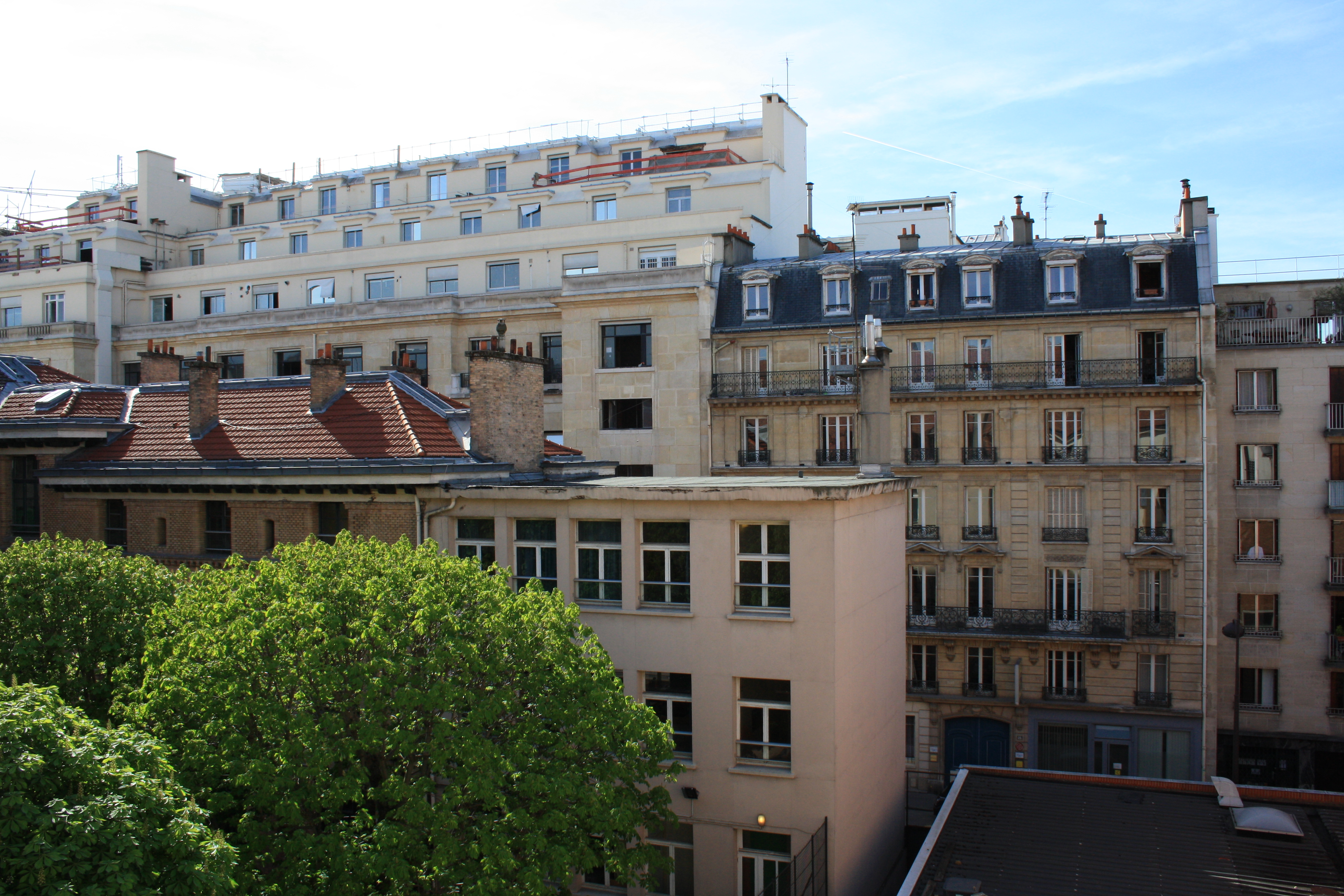
一處街景
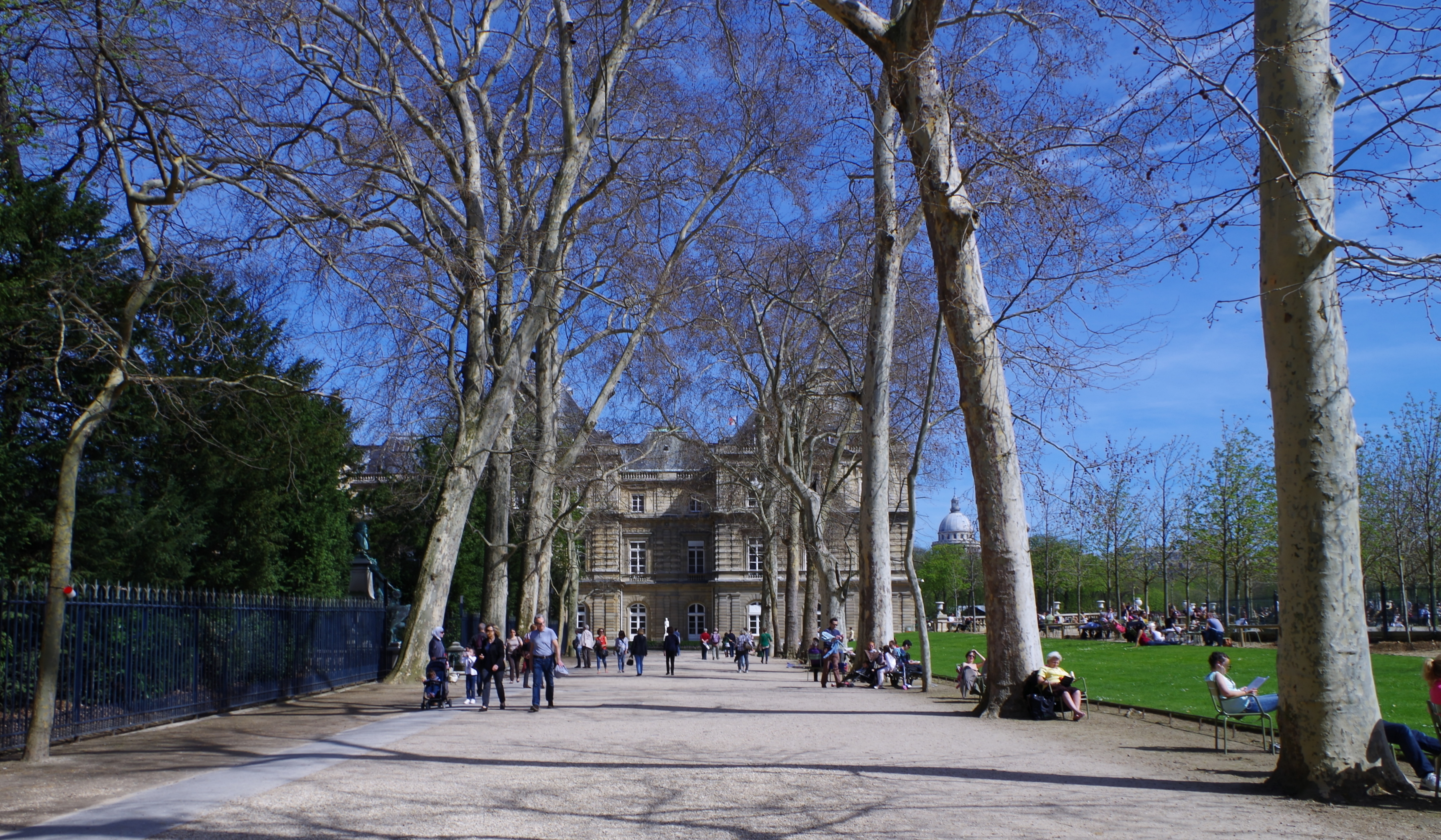
盧森堡公園